# Galeria Valeria
Galeria Valeria (... – Salonicco, 315) era figlia dell'imperatore romano Diocleziano, seconda moglie dell'imperatore Galerio, nonché Augusta.

## Biografia
Galeria Valeria era figlia di Diocleziano e Prisca e sposò Galerio nel 293, quando suo padre lo elesse cesare per l'Oriente. Questo matrimonio, chiaramente organizzato per rafforzare i rapporti tra i due imperatori, richiese che Galerio divorziasse dalla sua prima moglie, di cui si ignora il nome.
Il padre diede alla figlia il titolo di Augusta per evidenziare la preminenza di Galerio tra i tetrarchi e il titolo di mater castrorum (madre degli accampamenti) nel novembre 308. 
Valeria era probabilmente sterile. Poiché non diede figli a Galerio, decise di adottare come proprio il figlio di una concubina di suo marito, di nome Candidiano. Valeria simpatizzava con i cristiani, come la madre Prisca, ma le due donne furono costrette a sacrificare pubblicamente agli dei, perché Galerio li perseguitava ferocemente. 
Quando Galerio morì, nel 311, Licinio divenne imperatore, e gli furono affidate Valeria e sua madre Prisca. 
Le due donne, comunque fuggirono da Licinio, interessato a sposare Valeria per consolidare il suo potere,  per mettersi sotto la protezione di Massimino Daia, già sposato, la cui figlioletta venne promessa in matrimonio al giovane erede adottivo Candidiano. Poco tempo dopo però anche Massimino Daia, volendo rafforzare la sua posizione al potere e impadronirsi dell'eredità di Galerio, propose a Valeria di sposarlo, promettendole che avrebbe divorziato dalla prima moglie. 
Narra il retore Lattanzio nel De mortibus persecutorum che l'Augusta indossava ancora le vesti nere del lutto per Galerio e dignitosamente rifiutò le proposte di matrimonio di Massimino, grazie alla libertà che il suo titolo e l'essere figlia di Diocleziano potevano permettergli: le sue argomentazioni furono che era ancora in lutto; che l'ex marito che era stato padre (adottivo) di Massimino, quindi il nuovo legame appariva quasi incestuoso; che era riprovevole per Massimino ripudiare una moglie fedele e vi era il rischio un tale marito avrebbe fatto lo stesso con lei alla prima occasione; infine che un'Augusta vedova prendesse un secondo marito era cosa contraria agli usi e senza precedenti. 
Massimino si infuriò contro Valeria, ma non osava ucciderla, per cui la punì indirettamente, facendo condannare a morte tre nobili matrone sue amiche con false accuse di adulterio. Poi la fece arrestare e confinare con la madre in Siria, confiscando le sue proprietà. Valeria tuttavia riuscì con dei messi ad avvisare il padre della sua situazione, chiedendo aiuto. Diocleziano inviò a più riprese dei legati, ma le sue richieste di riscattare la figlia non vennero ascoltate da Massimino.
Alla morte di Massimino, Licinio decisa di avviare una purga dei possibili rivali, per cui fece assassinare a tradimento Candidiano, nipote adottivo di Diocleziano, a Nicomedia e ordinò la pena capitale per Valeria. La donna fu avvisata e riuscì a fuggire, nascondendosi in varie provincie per più di un anno, mascherata da plebea, finché non fu trovata a Tessalonica e catturata assieme alla madre Prisca. Le due donne furono portate sotto scorta, tra la compassione della folla, fino alla pubblica piazza, dove vennero decapitate. I loro corpi furono gettati in mare.